# Episodi di Blue Heelers - Poliziotti con il cuore (decima stagione)
La decima stagione della serie televisiva Blue Heelers - Poliziotti con il cuore è stata trasmessa in anteprima in Australia da Seven Network tra il 12 febbraio 2003 e il 26 novembre 2003.
| nº | Titolo originale             | Titolo italiano | Prima TV Australia | Prima TV Italia |
| -- | ---------------------------- | --------------- | ------------------ | --------------- |
| 1  | Firebrands (Part 1)          |                 | 12 febbraio 2003   |                 |
| 2  | Firebrands (Part 2)          |                 | 19 febbraio 2003   |                 |
| 3  | In the Dog House             |                 | 26 febbraio 2003   |                 |
| 4  | Excuses, Excuses             |                 | 5 marzo 2003       |                 |
| 5  | Too Hard Basket              |                 | 12 marzo 2003      |                 |
| 6  | Fair Play                    |                 | 19 marzo 2003      |                 |
| 7  | The Sum of the Parts         |                 | 26 marzo 2003      |                 |
| 8  | Trust Accounts               |                 | 2 aprile 2003      |                 |
| 9  | Bumps in the Night           |                 | 9 aprile 2003      |                 |
| 10 | Out of Control               |                 | 16 aprile 2003     |                 |
| 11 | Love In                      |                 | 23 aprile 2003     |                 |
| 12 | Blackout                     |                 | 30 aprile 2003     |                 |
| 13 | Where There's a Will         |                 | 7 maggio 2003      |                 |
| 14 | Father's Day (Part 1)        |                 | 14 maggio 2003     |                 |
| 15 | Father's Day (Part 2)        |                 | 21 maggio 2003     |                 |
| 16 | Dream On                     |                 | 28 maggio 2003     |                 |
| 17 | The Ties That Bind           |                 | 4 giugno 2003      |                 |
| 18 | Prince Charming              |                 | 11 giugno 2003     |                 |
| 19 | The New Perfect              |                 | 25 giugno 2003     |                 |
| 20 | Playing with Fire            |                 | 2 luglio 2003      |                 |
| 21 | A Bad Smell                  |                 | 9 luglio 2003      |                 |
| 22 | A Knife for a Knife          |                 | 16 luglio 2003     |                 |
| 23 | A Better Mind                |                 | 22 luglio 2003     |                 |
| 24 | Thicker Than Water           |                 | 23 luglio 2003     |                 |
| 25 | Raging Hormones              |                 | 30 luglio 2003     |                 |
| 26 | A Blind Eye                  |                 | 6 agosto 2003      |                 |
| 27 | Chocolate Sardines           |                 | 13 agosto 2003     |                 |
| 28 | Too Good to Be True (Part 1) |                 | 20 agosto 2003     |                 |
| 29 | Too Good to Be True (Part 2) |                 | 27 agosto 2003     |                 |
| 30 | Every Man and His Ute        |                 | 3 settembre 2003   |                 |
| 31 | Motherhood                   |                 | 10 settembre 2003  |                 |
| 32 | A New Life                   |                 | 17 settembre 2003  |                 |
| 33 | The Lowest of the Low        |                 | 24 settembre 2003  |                 |
| 34 | Safety Last                  |                 | 1º ottobre 2003    |                 |
| 35 | Good and Evil (Part 1)       |                 | 8 ottobre 2003     |                 |
| 36 | Good and Evil (Part 2)       |                 | 15 ottobre 2003    |                 |
| 37 | Losing the Road              |                 | 22 ottobre 2003    |                 |
| 38 | What Goes Around             |                 | 29 ottobre 2003    |                 |
| 39 | Contamination                |                 | 5 novembre 2003    |                 |
| 40 | Dirty Cheaters               |                 | 12 novembre 2003   |                 |
| 41 | Sexual Healing               |                 | 26 novembre 2003   |                 |
| 42 | For Better or Worse          |                 | 26 novembre 2003   |                 |